# Dmitrovsky (huyện)
Huyện Dmitrovsky (tiếng Nga: ? райо́н) là một huyện hành chính tự quản (raion), của Tỉnh Moskva, Nga. Huyện có diện tích 2195 kilômét vuông, dân số thời điểm ngày 1 tháng 1 năm 2000 là 85500 người. Trung tâm của huyện đóng ở Dmitrov.